# Veritas, Prince of Truth
Veritas, Prince of Truth é um filme de aventura lançado entre os anos de 2007 e 2008 e dirigido pelo também ator Valentino Lanus. É protagonizado pelos atores Sean Patrick Flanery, que vive o super-herói dos quadrinhos "Veritas" e Amy Jo Johnson, no papel de "Marty Willims". Tem como antagonista a atriz Kate Walsh, no papel da feiticeira "Nemesii".	
Com produção mexicana, o filme reuniu atores norte-americanos e atores mexicanos no elenco. As filmagens aconteceram em Monterrey, Nuevo León (México) e em Dallas e San Antonio, Texas (EUA).

## Sinopse
Ao ler a história em quadrinhos "As aventuras de Veritas: O príncipe da verdade", Kern (Bret Loehr), um garoto de 12 anos, consegue entrar em mundo fora de sua realidade. Ele vive em uma pequena casa com sua mãe, Marty (Amy Jo Johnson), uma protetora de animais e tem apenas um amigo, Mouse (Tyler Posey). Kern acredita que Veritas existe de verdade, mesmo que todos falem que isso é pura fantasia.
Quando o garoto descobre que seu livro favorito da série de quadrinhos está para ser cancelado, ele acaba trazendo seu herói alado, Veritas (Sean Patrick Flanery), para o mundo real. Logo, Kern começa a descobrir os poderes de Veritas e temendo que ele seja descoberto, ele muda o seu visual, deixando-o com a aparência de uma pessoa comum. Kern e Mouse querem descobrir o mistério por trás do cancelamento dos quadrinhos e partem em busca do autor das histórias.
Mas Veritas não é o único personagem que vem para o nosso planeta. Sua arqui-inimiga Nemissi (Kate Walsh), segue o poderoso guerreiro através do portal dimensional e agora planeja destruir ambos os mundos. Junto com a sua mãe Marty, seu amigo Mouse, e seu herói Veritas, Kern embarca na maior aventura de sua vida.

## Estreia
"Veritas, Prince of Truth" teve sua premiere no AFI Dallas em 2007. O filme teve sua estréia nos cinemas mexicanos em  12 de setembro de 2008 conquistando a maior bilheteria da semana no país, com 10 milhões de arrecadamento já na primeira semana. Posteriormente, foi lançado em DVD, em 20 de fevereiro de 2009 no México. Nos Estados Unidos o lançamento do DVD ocorreu em 12 de agosto de 2009.

## Elenco
- Sean Patrick Flanery... 	Veritas
- Amy Jo Johnson	 ... 	Marty Williams
- Kate Walsh	         ... 	Nemesii
- Bret Loehr  	 ... 	Kern Williams
- Anthony Zerbe	 ... 	Porterfield
- Arath de la Torre	 ... 	Danny
- Carmen Salinas	 ... 	Elva Maria
- Tyler Posey	 ... 	Mouse Gonzalez
- Danny Strong	 ... 	Raymond Wilkins